# Ornithoscelida
Gli ornitoscelidi (Ornithoscelida) sono un gruppo di animali che include numerosi tipi di dinosauri. Il termine venne originariamente proposto da Thomas Henry Huxley nel 1870 con riferimento ad alcuni dinosauri con caratteristiche intermedie tra gli uccelli e i rettili più primitivi. Ben presto, però, questa classificazione cadde in disuso, a causa dell'avvento di un sistema di classificazione che vedeva i dinosauri venire raggruppati in due rami principali: saurischi e ornitischi.
Nel 2017, però, un articolo pubblicato nella rivista Nature da Matthew Baron, David Norman e Paul Barrett ha riportato in auge il termine Ornithoscelida. Secondo gli autori dell'articolo, i dinosauri teropodi sarebbero più strettamente imparentati con i dinosauri ornitischi che con i dinosauri sauropodomorfi, di fatto "rompendo" la tradizionale classificazione dei dinosauri ornitischi e saurischi (teropodi e sauropodomorfi). Baron e colleghi usarono questa opportunità per creare una definizione formale per il vecchio nome Ornithoscelida proposto da Huxley, ovvero un gruppo che contiene dinosauri teropodi (tra cui gli uccelli) e dinosauri ornitischi.
Di seguito è mostrato un cladogramma tratto dallo studio di Baron e colleghi (2017):
|  | †Herrerasauridae |
|  |                  |
|  | †Sauropodomorpha |
|  |                  |

|  | †Ornithischia |
|  |               |
|  | Theropoda     |
|  |               |

|  | †Herrerasauridae |
|  |                  |
|  | †Sauropodomorpha |
|  |                  |

|  | †Ornithischia |
|  |               |
|  | Theropoda     |
|  |               |

|  | †Herrerasauridae |
|  |                  |
|  | †Sauropodomorpha |
|  |                  |

|  | †Ornithischia |
|  |               |
|  | Theropoda     |
|  |               |

|  | †Herrerasauridae |
|  |                  |
|  | †Sauropodomorpha |
|  |                  |

|  | †Ornithischia |
|  |               |
|  | Theropoda     |
|  |               |

|  | †Herrerasauridae |
|  |                  |
|  | †Sauropodomorpha |
|  |                  |

|  | †Ornithischia |
|  |               |
|  | Theropoda     |
|  |               |

|  | †Herrerasauridae |
|  |                  |
|  | †Sauropodomorpha |
|  |                  |

|  | †Ornithischia |
|  |               |
|  | Theropoda     |
|  |               |

|  | †Herrerasauridae |
|  |                  |
|  | †Sauropodomorpha |
|  |                  |

|  | †Ornithischia |
|  |               |
|  | Theropoda     |
|  |               |

|  | †Herrerasauridae |
|  |                  |
|  | †Sauropodomorpha |
|  |                  |

|  | †Ornithischia |
|  |               |
|  | Theropoda     |
|  |               |